# エリカ・オウクレント

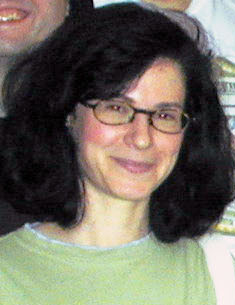
2006年のPhilcon（フィラデルフィアのSF大会）で開催されたロジバン・フェスティバルにおけるエリカ・オウクレント。

エリカ・オウクレント（Arika Okrent、[ˈɛrɪkə ˈoʊkrɛnt]）は、アメリカ合衆国の言語学者で、特に人工言語についての5年間の研究成果として発表された2009年の著書『In the Land of Invented Languages: Esperanto Rock Stars, Klingon Poets, Loglan Lovers, and the Mad Dreamers Who Tried to Build A Perfect Language』で知られる。彼女は、サム・グリーンが監督した2011年のドキュメンタリー『The Universal Language』でも大きく取り上げられた。

## 生い立ちと教育
オウクレントは、シカゴで、ポーランド系とトランシルヴァニア系の両親の下に生まれ、幼い頃から様々な言語に関心を寄せて、やがて言語学を志すようになった。カールトン・カレッジを出て、ハンガリーへ赴き、1年間教職を経験した後、ギャローデット大学から言語学の M.A. を取得し、さらに2004年にはシカゴ大学から心理言語学の Ph.D. を取得した。彼女は、英語、ハンガリー語、アメリカ手話、クリンゴン語に通じており、エスペラント語も理解する。
彼女は、著作家、編集者として知られるダニエル・オウクレントの姪である。

## メディアにおける活動
オウクレントは、大学ではなく、メディア企業 Mental Floss に所属して活動している。個人としても、言語学についての話題を平易な形で動画で伝える活動などに取り組んでおり、様々な雑誌、学術誌へ寄稿している。
2016年には、一連の活動に対して、アメリカ言語学会から言語学ジャーナリズム賞 (Linguistics Journalism Award) を授与された。

## おもな著書
- Okrent, Arika (2009). In the Land of Invented Languages: Esperanto Rock Stars, Klingon Poets, Loglan Lovers, and the Mad Dreamers Who Tried to Build A Perfect Language. Spiegel & Grau. pp. 352. ISBN 0-385-52788-8